# Clergerie
Clergerie est un simulateur équestre permettant au cavalier l'acquisition du fonctionnement en balancier global. Cet appareil et la méthode d'apprentissage ont été mis au point par le kinésithérapeute Peter Klavins.
Ce simulateur a été notamment utilisé dans quelques scènes du film Danse avec lui où le maître écuyer obligeait son élève (Mathilde Seigner) à venir apprendre 'la' bonne posture malgré ses années d'équitation.

## Balancier global
Monsieur Klavins a remarqué que les différentes composantes du mouvement du cheval obligeait souvent le dos du cavalier :
- à une prise en charge de la composante verticale par flexions-extensions des cervicales,
- à une prise en charge de la composante horizontale par mouvement en balancier de la colonne lombaire ou dorso-lombaire.

Cette façon de faire induit une forte sollicitation de la colonne vertébrale, et par là-même une fatigue du cavalier et du cheval par un manque de liant.
Si les deux composantes sont prises en charge par un mouvement en balancier global de tout le rachis avec flexions-extensions majorées des articulations coxo-fémorales (les hanches), le confort du cavalier est immédiat et le liant avec le cheval est assuré.
Ce type de mouvement n'a pas été inventé par le dr Klavins. Il fait partie de l'enseignement de l'équitation classique, et certains cavaliers l'acquièrent naturellement. Le dr Klavins n'a fait qu'identifier le mouvement comme le plus adapté au cavalier et au cheval pour proposer une méthode d'apprentissage et un simulateur.

## Simulateur
Le simulateur ne reproduit que partiellement les mouvements du cheval. Il a été conçu pour l'apprentissage du fonctionnement en balancier global.
Il peut aussi servir à de la rééducation ou à des programmes d'entraînement spécifiques.